# Antipatriotismo

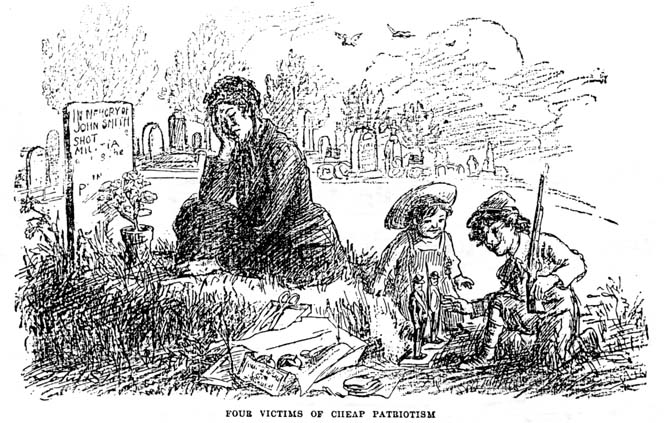
Madre enlutada por la pérdida de su esposo al defender la patria

El antipatriotismo o antinacionalismo es un concepto ideológico aplicado a aquella doctrina o movimiento cuyo fin es desconocer la existencia u oponerse a la "patria", o que considera la noción de "patria" como un concepto disvalioso.

## Antipatriotismo, cosmopolitismo, globalismo y progresismo
El antipatriotismo se relaciona aunque no se identifica necesariamente con el cosmopolitismo, en su sentido etimológico de «ciudadano del mundo». El patriotismo ofensivo o agresivo, puede manifestarse, y a veces lo hace, como una ideología supremacista, que considera que las demás naciones y sus habitantes son inferiores. Pero el patriotismo defensivo o comunitario, no excluye la pertenencia de la patria propia a la humanidad, en condiciones de igualdad, e incluso de "patrias grandes" que abarcan varias naciones o países, o "patrias chicas".  
Sostiene que ningún individuo está atado obligatoriamente a su país de origen y que ningún individuo es superior o inferior por su lugar de origen, generalmente proviene de una perspectiva cosmopolita (ciudadanía del mundo) y asociación voluntaria (asociación libre). Los partidarios de estas ideas, llamados «antipatriotas», aseguran que el concepto de patria es contrario al desarrollo humano y que solo sirve para dividir a las personas y enfrentarlas en entidades que no provienen de la libre elección. Según ellos, sin las nociones territoriales como algo relevante para la organización política, se da preferencia a la organización política basada en la asociación y se favorece el respeto mutuo entre individuos.

## El uso del término «antipatria», «antipatriota» o «vendepatria»
El término «antipatria» ha sido usado para denigrar a las personas que defienden ideas diferentes a los que profieren ese calificativo y que se consideran a sí mismos como los únicos y verdaderos "patriotas", pudiendo llegar a llamarlos "traidores a la patria". 
Un ejemplo se puede encontrar en el discurso que pronunció el 23 de abril de 1934, en plena Segunda República Española, Luciano de la Calzada, diputado de la CEDA por Valladolid, en un mitin de las Juventudes de Acción Popular (JAP) celebrado el monasterio de El Escorial, en el que no consideraba "españoles" a los que no tenían su misma concepción de España.

España es una afirmación en el pasado y una ruta hacia el futuro. Solo quien viva esa afirmación y camine por esa ruta puede llamarse español. Todo lo demás (judíos, heresiarcas, protestantes, comuneros, moriscos, enciclopedistas, afrancesados, masones, krausistas, liberales, marxistas) fue y es una minoría discrepante al margen de la nacionalidad, y por fuera y frente a la Patria es la anti-P atria.

En Estados Unidos "los intelectuales que objetaron la reacción militar del gobierno de George W. Bush fueron acusados de 'traidores y antipatria', y más de un centenar de profesores universitarios norteamericanos comenzaron a ser víctimas de una campaña en su contra. Contra ellos se aplicaron sanciones disciplinarias, no se les renovó, en muchos casos, sus contratos de trabajo en las universidades, y se fomentó la desconfianza de sus alumnos y pares".